# 潍坊西路
潍坊西路是中華人民共和國上海市浦東新區一條東西走向道路，道路西起浦明路，東至浦東南路，全长364米，宽5.5米14.5米，為沥青路面。
清嘉庆年间，潍坊西路南侧有陈家宅等居民点，其他地方為农田和坟地以及一條名為俞家浜的河流以及俞家庙。1952年俞家浜被填埋。1953年将一條泥路改建為片弹街，並起名俞家庙路。1964年更名為濰坊西路，路名來自於山東濰坊。又因為道路隔著浦东南路與東面的潍坊路相接，所以得名潍坊西路。1981年8月改建为沥青路面。